# Open Source Cluster Application Resources
Open Source Cluster Application Resources (OSCAR) é um conjunto de ferramentas para a implementação de um cluster.